# Jill Bolte Taylor

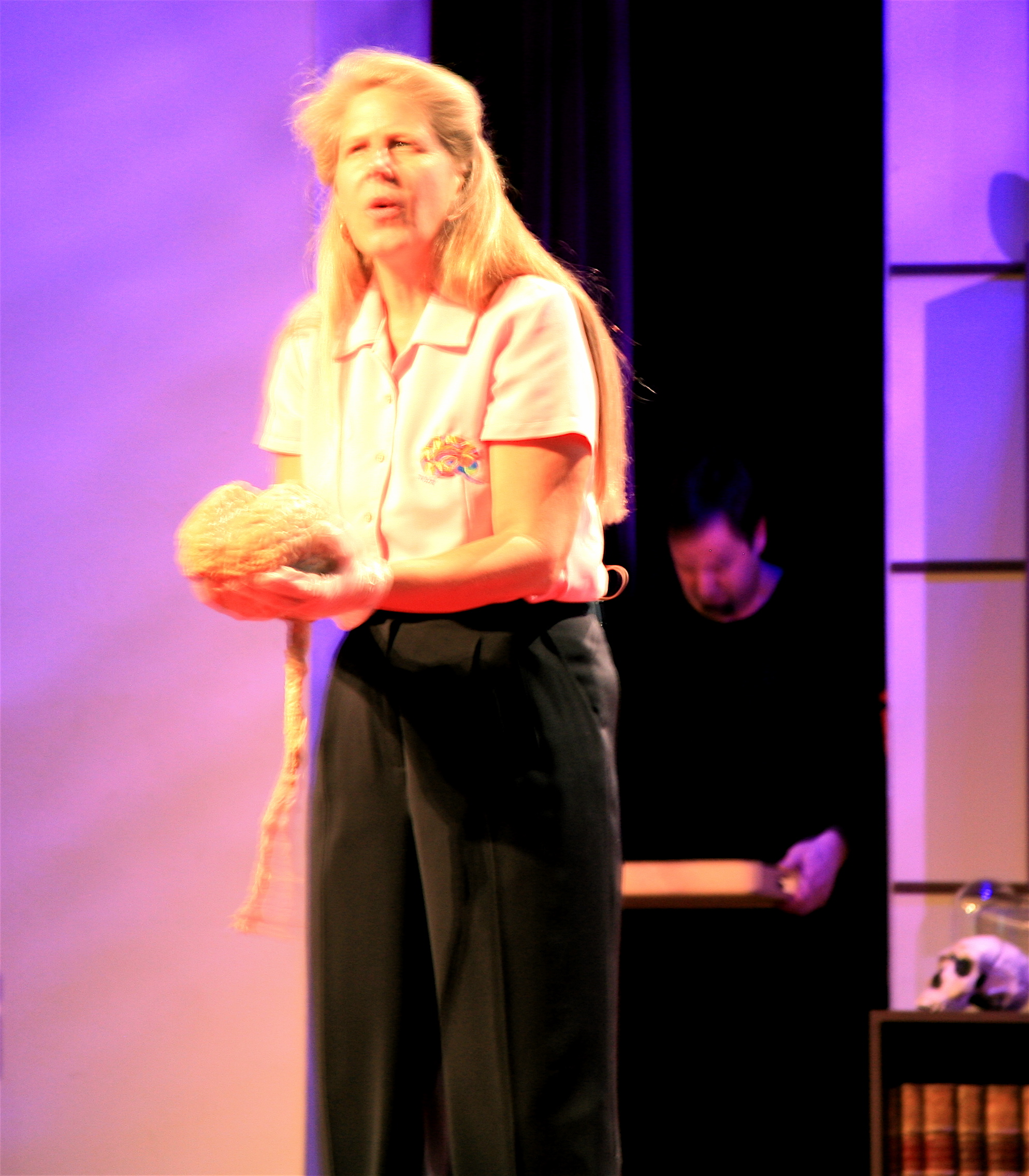
Jill Bolte Taylor auf der TED-Konferenz 2008, dabei ein (echtes) Gehirn haltend

Jill Bolte Taylor (* 4. Mai 1959) ist Neurowissenschaftlerin und auf dem Fachgebiet Neuroanatomie eine bekannte Rednerin und Buchautorin. Weltweit bekannt wurde sie 2008 durch eine TED-talk Rede, dessen Mitschnitt zu einem viralen Video im Internet wurde.

## Leben
Jill Taylor hat einen Bruder mit diagnostizierter Schizophrenie, was sie dazu brachte, in dieser Richtung zu forschen. Sie graduierte 1982 zum B.A. an der Indiana University mit den Hauptfächern Biologie und physiologische Psychologie. Sie lehrte und forschte anschließend am Terre Haute Zentrum für medizinische Ausbildung (Terre Haute Center for Medical Education) in Indiana. Die Neuroanatomie lernte sie dabei am Lehrstuhl von William J. Anderson der Indiana University School of Medicine in Indianapolis kennen. Den Doktorgrad Ph.D. erwarb sie 1991 an der Indiana State University am Fachbereich Biowissenschaften (Department of Life Science).
Anschließend wechselte sie nach Boston, wo sie sich über ein Forschungsstipendium (postdoctoral fellowship) an der Harvard Medical School im Fachbereich Neurowissenschaften (Department of Neuroscience) der Hirnforschung und der Erforschung von Geisteskrankheiten widmen konnte. Zur Einwerbung von Mitteln und um Schizophrene zur (postmortem) Spende ihrer Gehirne zu bewegen, begann sie verstärkt Reden zu halten, z. B. 1994 Mental Illness is Physical Disease! (Geisteskrankheiten sind physische Erkrankungen) oder 1995 Morphologic Views of Brain Illness with Emphasis on Schizophrenia! (Morphologische Ansichten von Geisteskrankheiten mit Schwerpunkt Schizophrenie). Sie trat auf verschiedenen Konferenzen der NAMI, „National Alliance on Mental Illness“ (Fachschaft für Geisteskrankheiten) auf und war 1994 bis 1997 auch in deren Leitung.
Am Morgen des 10. Dezember 1996 erlitt sie einen Schlaganfall in der linken Großhirnrinde, worauf sie am 27. Dezember 1996 eine Hirnoperation hatte, wobei ein Blutgerinnsel in der Größe eines Golfballs entfernt wurde. Sie verlor in dieser Zeit wesentliche geistige Fähigkeiten, eine Erfahrung, die sie für ihre folgende Forschung und Rednertätigkeit stark inspirierte. Obwohl sie acht Jahre bis zur vollen Genesung brauchte, trat sie schon ab April 1997 wieder als Rednerin auf. Ab 2003 nahm sie an der Indiana University wieder lehrende Tätigkeiten auf, zuerst am Fachbereich Kinesiologie (Department of Kinesiology) und danach zu Neurowissenschaften im Fachbereich Medizin (Indiana University School of Medicine).
2006 erschien die Erstausgabe ihres Buches My Stroke of Insight: A Brain Scientist’s Personal Journey (deutsch Mit einem Schlag), in der sie den Schlaganfall und die Verbindung zu ihrer Forschungstätigkeit verarbeitet, die für sie auch eine spirituelle Komponente gewonnen hat. Nachdem ihr Vortrag auf der TED-Konferenz im Februar 2008 im Internet zu sehen war, wurde eine zweite Ausgabe im Mai 2008 herausgebracht, die sich wochenlang in den Bestseller-Listen befand.

Das Buch My Stroke of Insight (deutsch Mit einem Schlag. Wie eine Hirnforscherin durch ihren Schlaganfall neue Dimensionen des Bewusstseins entdeckt) wurde in 30 Sprachen übersetzt. Basierend auf dem Erfolg gründete sie das Unternehmen „My Stroke of Insight“, worüber sie weitere Forschung sponsern kann. Von Kritikern wird darauf verwiesen, dass die Erlebnisse des Schlaganfalls aufgebauscht erscheinen, einige Darstellungen in den Vorträgen wissenschaftlich nicht haltbar seien und die Verbindung zur Esoterik in der wissenschaftlichen Gemeinde abgelehnt werde. Die im Buch gegebenen Tipps zur Entspannung sind wiederum altbekannt, wie ein Kritiker moniert.